# Edward Shearmur
Edward Shearmur (Londen, 28 februari 1966) is een Brits componist van filmmuziek.
Shearmur zong op zijn zevende bij het jongenskoor van de Kathedraal van Westminster en volgde een opleiding op het Eton College. Hij studeerde daarna aan de Royal College of Music en de University of Cambridge. Shearmur begon zijn muziekcarrière eind jaren tachtig bij componist Michael Kamen als assistent aan een aantal filmproducties en componeerde zijn eerste filmmuziek voor de film The Cement Garden (1993). Hij werkte in de muziekstudio ook samen met artiesten zoals Eric Clapton, Annie Lennox, Pink Floyd, Westlife, Jimmy Page en Robert Plant.

## Filmografie
| - 1993: The Cement Garden - 1995: Demon Knight - 1996: The Leading Man - 1997: Remember Me? - 1997: The Wings of the Dove - 1998: Girls' Night - 1998: Species II - 1998: Martha, Meet Frank, Daniel and Laurence - 1998: The Governess - 1999: Cruel Intentions - 1999: Blue Streak - 2000: Things You Can Tell Just by Looking at Her - 2000: Whatever It Takes - 2000: Charlie's Angels - 2000: Miss Congeniality - 2001: K-PAX - 2002: The Count of Monte Cristo - 2002: The Sweetest Thing - 2002: Reign of Fire (met Brad Wagner) - 2003: Johnny English - 2003: Charlie's Angels: Full Throttle - 2004: Win a Date with Tad Hamilton! - 2004: Laws of Attraction - 2004: Wimbledon (met John Colby) - 2004: Sky Captain and the World of Tomorrow - 2005: Nine Lives | - 2005: Bad News Bears - 2005: The Skeleton Key - 2005: Derailed - 2006: Fast Track - 2006: Factory Girl - 2007: Dedication - 2007: Epic Movie - 2007: 88 Minutes - 2007: Bill - 2008: The Merry Gentleman - 2008: College Road Trip - 2008: Righteous Kill - 2008: Passengers - 2009: Bride Wars - 2009: The Winning Season - 2009: Mother and Child - 2010: Furry Vengeance - 2011: Diary of a Wimpy Kid: Rodrick Rules - 2011: Jumping the Broom - 2011: Abduction - 2012: The Babymakers - 2012: Diary of a Wimpy Kid: Dog Days - 2014: Before I Go to Sleep - 2014: She's Funny That Way - 2015: Curve |

## Overige producties

### Computerspellen
- 2004: The Flying Legion Air Combat Challenge

### Televisiefilms
- 1995: Dirty Old Town
- 1997: The Hunchback
- 1997: The Heart Surgeon
- 1998: Shot Through the Heart
- 2008: Sex and Lies in Sin City
- 2011: Have a Little Faith

### Televisieseries
- 2005: Masters of Horror (2005-2007) (themes)
- 2007: The Starter Wife (miniserie)
- 2007: Masters of Science Fiction (themes)
- 2013: Devious Maids
- 2015: The Outcast (miniserie)

### Documentaires
- 2012: Spinning Plates

### Korte films
- 1993: Sylvia Hates Sam
- 2000: The Brightness You Keep
- 2002: A Day in the Life of Nancy M. Pimental
- 2012: The Polar Bears
- 2014: Intentions

## Prijzen en nominaties

### Emmy Awards
| Jaar | Titel             | Categorie         | Uitslag  |
| ---- | ----------------- | ----------------- | -------- |
| 2006 | Masters of Horror | Beste titelmuziek | Gewonnen |